# シュルツェマダニ
シュルツェマダニ（Ixodes persulcatus）は、ダニ目マダニ科マダニ属に分類されるダニの一種。

## 分布
東ヨーロッパからロシア、そして日本と中国に広く分布する。日本では特に北海道から東北地方、中部地方の山岳地帯に多くみられる。
本州中部地方では標高の高い地域に分布する。

## 特徴
体長は雄で2.5mm、雌で3.2mm。
ライム病を媒介するため、登山や森林探索の際は、本種に刺されないように注意する必要がある。日本における本種の人体寄生症例は、とくに長野県や北海道で多く報告されており、6-7月に被害が集中して発生している。
この他にも、ダニ媒介性脳炎を媒介するためヨーロッパやロシアでは恐れられている。
哺乳類だけでなく鳥類にも寄生する。